# Heart Beats
Heart Beats är ett studioalbum av Danny, släppt 30 maj 2007 och hans debutalbum.

## Låtlista[1]
1. "I'll Be Over You" (David Westerlund / Mack) (Producerad av David Westerlund)  – 3:47
2. "Tokyo"  (Jonas von der Burg / Anoo Bhagavan / Niclas von der Burg) (Producerad av Jonas Von der Burg)  – 3:14
3. "Hey (I've Been Feeling Kind of Lonely)"  (Danny Saucedo / Oscar Görres) (Producerad av Patrik Henzel)  – 3:07
4. "Only Wanna Be with You"  (Andreas Carlsson / Harry Sommardahl) (Producerad av 2N Productions)  – 3:54
5. "Play It for the Girls"  (Jonas von der Burg / Anoo Bhagavan / Niclas von der Burg) (Producerad av Jonas Von der Burg)  – 3:31
6. "Blue"  (Danny Saucedo / Oscar Görres) (Producerad av Fattyphunk & Oscar Görres)  – 3:12
7. "Purest Delight"  (Jonas von der Burg / Anoo Bhagavan / Niclas von der Burg) (Producerad av Jonas Von der Burg)  – 3:02
8. "If Only You"  (Michel Zitron / Sophia Somajo / Vincent Pontare) (Producerad av Fattyphunk & PhirePhrank)  – 3:29
9. "Do or Die"  (The Provider / Danny Saucedo / KayJ / Charlie Mason) (Producerad av Niko Vaisamidis)  – 3:44
10. "Together Some Day"  (Niclas Molinder / Joacim Persson / Pelle Ankarberg / Andreas Mattsson) (Producerad av TWIN)  – 3:26
11. "Stay"  (Simon Petrén / Joel Andersson / Therese Fredenwall) (Producerad av Simon Petrén & Joel Andersson)  – 3:26
12. "Tokyo (Spanish Version)"  (Jonas von der Burg / Anoo Bhagavan / Niclas von der Burg, spansk text: Patty Saucedo) (Producerad av Jonas Von der Burg)  – 3:14
13. "Here I Am" (Hidden Track)

## Singlar
| År   | Låt                   |
| ---- | --------------------- |
| 2007 | Tokyo                 |
| 2007 | Play It For The Girls |
| 2007 | If only you           |

## Listplacering
| Lista (2007) | Topplacering |
| ------------ | ------------ |
| Sverige      | 1            |

### Fotnoter
1. ↑  "Heart beats / Danny", Svensk mediedatabas. Läst den 16 mars 2011.
2. ↑  Listplacering